# 아이들의 시간 (영화)
《아이들의 시간》(영어: The Children's Hour 또는 영어: The Loudest Whisper)은 1961년 개봉한 미국의 드라마 영화이다. 윌리엄 와일러가 감독을 맡았으며, 릴리언 헬먼의 동명 희곡이 영화의 원작이다.

## 같이 보기
- 성소수자 영화 목록